# Breton (plaats)
Breton is een plaats (village) in de Canadese provincie Alberta en telt 550 inwoners (2006).